# Kőröshegy
Kőröshegy je naselje u središnoj zapadnoj Mađarskoj.
Zauzima površinu od 21,70 km četvornih.

## Ime
Pretpostavlja se da je ovo mjesto dobilo ime po jasenu koji ovdje raste u obilju. Nastavak -hegy koji označuje brdo ili planinu odnosi se na jedinu uzvisinu Šomođskoj, a koja polukružno okružuje ovo naselje.

## Zemljopisni položaj
Nalazi se na 46° 49' 55" sjeverne zemljopisne širine i 17° 54' 13" istočne zemljopisne dužine, 2 km jugoistočno od obale Blatnog jezera.
Tik sjeverozapadno je Balatonföldvár, Somos odnosno Balatonsomos je 1 km sjeverno,  4 km istočno je Balatonendréd, 1,5 km južno je Kereki, 4,5 km južno-jugoistočno je Bálványos

## Upravna organizacija
Upravno pripada Balatonföldvárskoj mikroregiji u Šomođskoj županiji. Poštanski broj je 8617 odnosno 8323.

## Znamenitosti
U Kőröshegyu nalazi se barokna kuća obitelji Széchenyi.

## Promet
Kod Kőröshegya s jugoistočne strane prolazi vijadukt na državnoj autocesti M7 (europska prometnica E71). M7 zaobilazi u polukrugu ovo naselje.

## Stanovništvo
Kőröshegy ima 1694 stanovnika (2001.). Skoro svi su Mađari, a u mjestu živi nešto malo izjašnjenih kao Nijemaca te ostalih.

## Poznate osobe
- Zsigmond Széchenyi
- Sándor Kozma
- György Gaál
- Rudolf Csepelyi
- Ottó Orsós
- Péter Vépi
- Dávid Ferdős (Dávid Fördős)
- Lajos Fördős

## Vanjske poveznice
- (mađ.) Slike kőröshegyskog vijadukta  Arhivirana inačica izvorne stranice od 9. lipnja 2010. (Wayback Machine)
- Régi képeslapok Kőröshegyről  Arhivirana inačica izvorne stranice od 29. lipnja 2006. (Wayback Machine)
- (mađ.) Zračne slike